# إرتريا في الألعاب الأولمبية الصيفية 2016

علم دولة إريتريا.

نافست إرتريا في دورة الألعاب الأولمبية الصيفية 2016 في ريو دي جانيرو، البرازيل، من 05-21 أغسطس 2016.
وستكون هذه المرة الخامسة في البلاد التوالي في دورة الألعاب الاولمبية.